# Langsnuitzeepaardje
Het langsnuitzeepaardje (Hippocampus guttulatus Cuvier, 1829 synoniem: H. ramulosus) is een soort uit het geslacht Hippocampus (zeepaardjes) uit de familie van de zeenaalden (Syngnathidae). De soort komt ook in de kustwateren van de Lage Landen voor, net als het kortsnuitzeepaardje (Hippocampus hippocampus).

## Beschrijving
De kleur is bruin tot lichtbruin met vele lichtere tot witte stipjes over het hele lichaam. Deze soort is te herkennen aan de relatief lange, rechte snuit, die meer dan een derde van de koplengte beslaat. Ook heeft deze soort vele onregelmatige uitsteeksels aan de achterzijde van de kop tot de rugvin, die dienen ter camouflage. Net als alle zeepaardjes heeft ook deze soort een grijpstaart. De totale lengte is ongeveer 12 tot 16 centimeter.

## Voorkomen
Het langsnuitzeepaardje komt voor in de Middellandse Zee, Zwarte Zee en het oosten van de Atlantische Oceaan. Hij is zeldzaam in de zuidelijke Noordzee en werd lange tijd beschouwd als dwaalgast. Er zijn steeds meer waarnemingen uit de Oosterschelde en de Waddenzee. Hij staat op de internationale Rode Lijst van de IUCN als soort waarover onvoldoende bekend is (data deficient).

## Levenswijze
Het langsnuitzeepaardje leeft in ondiep water, waar de staart wordt gebruikt om zich te verankeren aan de wieren en de zeegrassen (Zostera, Posidonia). Het voedsel bestaat uit kleine waterdiertjes, zoals vrijzwemmende (larven van) kreeftachtigen of de larven van vissen.
Net als bij alle zeenaalden hebben de mannetjes een broedbuidel, waarin de eitjes worden afgezet door het vrouwtje en daarna bevrucht door het mannetje. De eieren komen hierin na enkele weken uit maar blijven in de buidel tot ze ongeveer 15 millimeter lang zijn, na 4 - 5 weken verlaten de jonge zeepaardjes de buidel.